# Randall Miller
Randall Miller est un réalisateur, acteur, scénariste, producteur et monteur américain.

## Biographie
En 2014, lors du tournage de Midnight Rider (biopic consacrée à la vie du chanteur Gregg Allman), un tragique incident se produit. Alors qu'il tourne une scène en compagnie de l'acteur William Hurt et d'une équipe d'une vingtaine de techniciens, sur un pont ferroviaire centenaire en Géorgie (États-Unis), un train arrive à vive allure et ne laisse pas le temps à toute l'équipe de fuir. L'assistante caméra Sarah Jones perd la vie et sept autres techniciens sont grièvement blessés.
En 2015, Randal Miller ainsi que trois autres producteurs du film sont condamnés à deux ans de prison et 20 000$ d'amende pour homicide involontaire. Il est ainsi le premier réalisateur de l'histoire du cinéma à purger une peine de prison à la suite d'un accident de tournage ayant coûté la vie.
Il a dit dans un communiqué que ce drame restera gravé à jamais dans sa mémoire.

## Filmographie

### Comme réalisateur
- 1987 : Génération Pub ("thirtysomething") (série télévisée)
- 1990 : Marilyn Hotchkiss' Ballroom Dancing and Charm School
- 1991 : Salute Your Shorts (en) (série télévisée)
- 1992 : Class Act
- 1993 : Running the Halls (en) (série télévisée)
- 1993 : CityKids (en) (série télévisée)
- 1995 : Houseguest
- 1997 : Le sixième homme (The Sixth Man)
- 1999 : Jack and Jill ("Jack & Jill") (série télévisée)
- 1999 : Popular ("Popular") (série télévisée)
- 1999 : Démons et merveilles (H-E Double Hockey Sticks)
- 2000 : Le Prix de la beauté (A Tale of Two Bunnies) (TV)
- 2000 : FreakyLinks (série télévisée)
- 2001 : Temps mort ("Dead Last") (série télévisée)
- 2001 : Le Gendre idéal (Till Dad Do Us Part) (TV)
- 2005 : Marilyn Hotchkiss' Ballroom Dancing and Charm School
- 2007 : Nobel Son
- 2008 : Bottle Shock
- 2013 : CBGB
- 2014 : Midnight Rider : The Gregg Allman Story (inachevé)

### Comme acteur
- 1984 : The Ratings Game (TV) : Car Attendant
- 1987 : Balance maman hors du train (Throw Momma from the Train) : Bucky
- 1993 : Tueur sur commande (Da Vinci's War) de Raymond Martino : Randy
- 1995 : Houseguest : Drunk at Party
- 1997 : Le sixième homme (The Sixth Man) : Booster

### Comme scénariste
- 1990 : Marilyn Hotchkiss' Ballroom Dancing and Charm School
- 2008 : Bottle Shock
- 2013 : CBGB de Randall Miller (coscénariste)
- 2014 : Midnight Rider : The Gregg Allman Story (inachevé)

### Comme producteur
- 2005 : Marilyn Hotchkiss' Ballroom Dancing and Charm School
- 2008 : Bottle Shock
- 2013 : CBGB de Randall Miller (coproducteur)
- 2014 : Midnight Rider : The Gregg Allman Story (inachevé)

### Comme monteur
- 2005 : Marilyn Hotchkiss' Ballroom Dancing and Charm School
- 2008 : Bottle Shock